# Московский пожар (1812)
Моско́вский пожа́р 1812 го́да — возгорания, произошедшие в Москве в период со 2 (14) по 6 (18) сентября 1812 год во время оккупации города французскими войсками. Пожар охватил практически весь Земляной и Белый города, а также значительные территории на окраинах города, уничтожив три четверти деревянных построек. Специалисты рассматривают несколько основных версий сентябрьских событий. По официальной версии царского правительства, пожар был вызван действиями оккупантов. Однако, известно, что приказ о поджоге некоторых казённых складов и судов отдал Фёдор Ростопчин. Пожар 1812 года стал одним из самых крупных городских возгораний в России XIX века.

## Хронология пожара

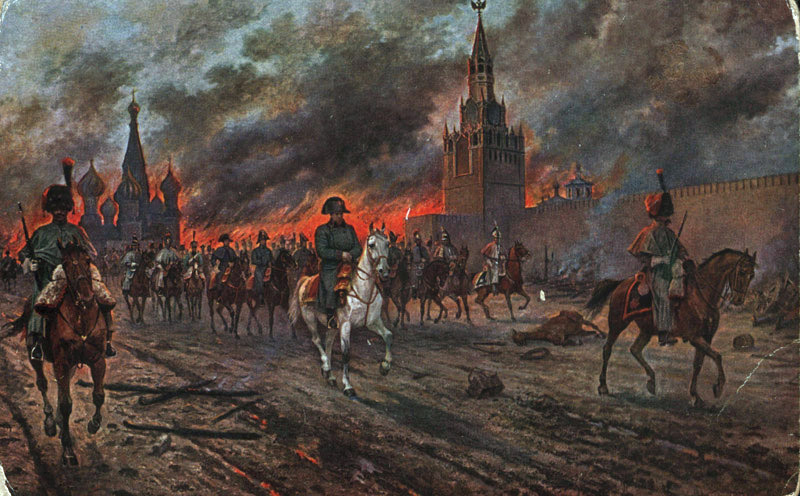
Картина Виктора Мазуровского «Московский пожар (1812)», 1910-е годы

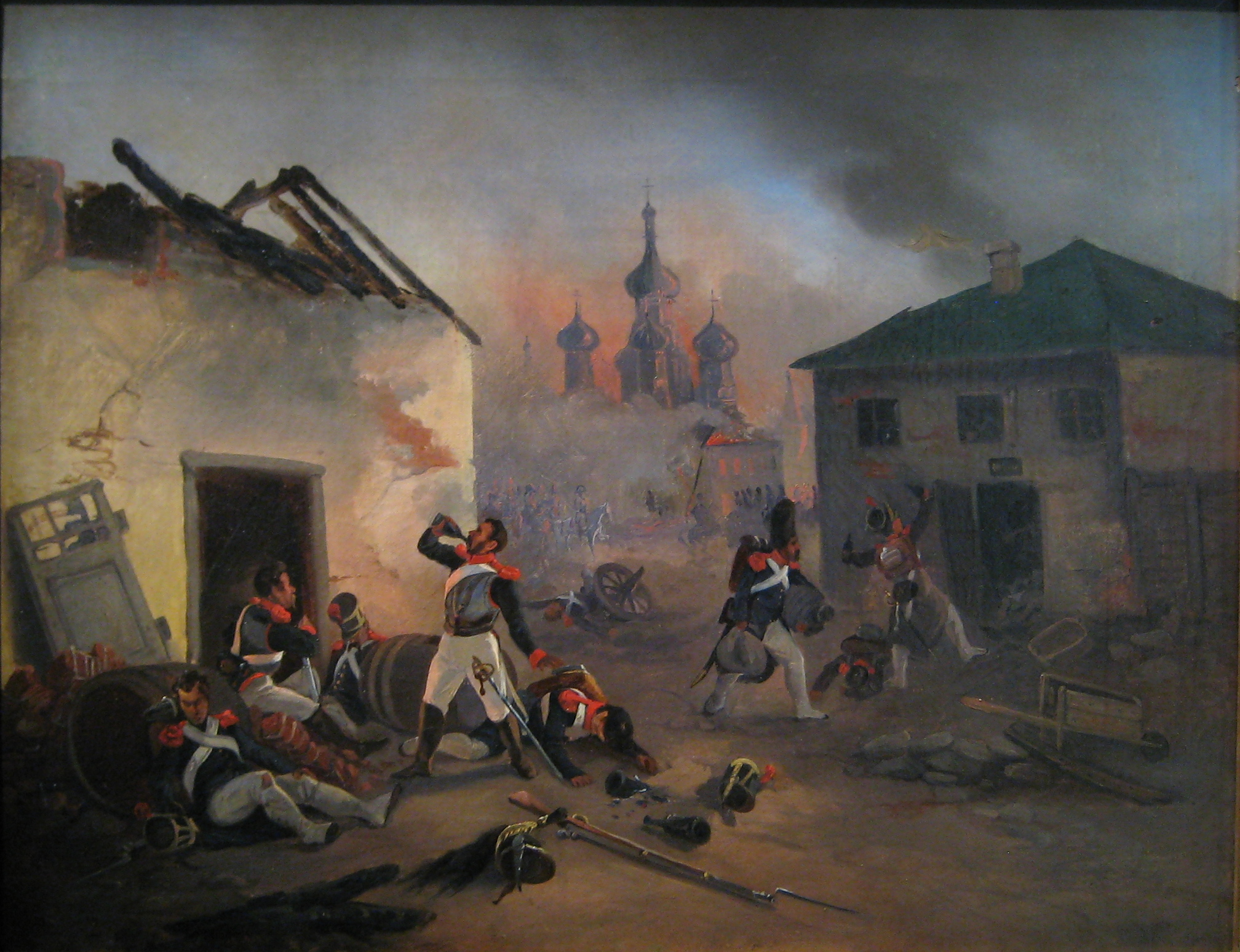
Пьющие французы, картина из музея «Бородинская панорама», XIX век

### Наступление французов
По мере продвижения французов по стране, и в особенности после того, как русская армия оставила Смоленск, население Москвы уменьшалось. Основная масса жителей покинула город в течение августа 1812 года. Согласно спискам, составленным летом 1813 года, в это время в Москве из довоенных 270 тысяч осталось приблизительно шесть тысяч жителей. Тем не менее на момент наступления французских войск в городе помимо жителей оставалось от 10 до 15 тысяч раненых и больных русских солдат и офицеров, из них не менее 8 тыс. погибли (от пожара включительно) или были угнаны в плен (французские историки Э. Лависс и А. Рамбо писали, что их сгорело 15 тысяч). Историк Владимир Земцов полагает, что ответственность за оставленных в городе солдат, которые были обречены на смерть в оккупированном городе, лежит на Фёдоре Ростопчине. Генерал Алексей Ермолов вспоминал о «тысячах сгоревших»: «душу разрывали стоны раненых, оставляемых на милость неприятеля». Однако другие источники отмечают, что часть раненых во время Бородинского сражения была перенаправлена из Москвы в Ярославль. В. Земцов писал:
Всю вторую половину августа он [Фёдор Ростопчин], будучи занят изобретением всё новых и новых способов поддержания в простонародье «патриотического возбуждения» и выискиванием среди «московских иностранцев» затаившихся врагов Отечества, вынашивал замысел поджога и уничтожения Москвы. При этом инспирированное Ф. В. Ростопчиным преследование «московских иностранцев» привело к тому, что среди простонародья стали составляться заговоры с целью массового избиения оставшихся иностранцев и разграбления их имущества.
Военный совет в Филях 1 (13) сентября утвердил решение Михаила Кутузова об оставлении Москвы без боя. На следующий день русская армия прошла через Москву на восток через Дорогомилово, Арбат, Яузскую улицу, дорогу на Рязань, сопровождаемая массами беженцев. По её следам 2 (14) сентября в город вошёл авангард Мюрата численностью до 25 000 человек, занявший Московский Кремль. Главные силы Наполеона занимали город вечером тремя колоннами через Фили, Дорогомилово и Лужники, сам Наполеон остался на ночь в Дорогомиловской слободе. В этот день появились сообщения о первых разрозненных пожарах в Китай-городе и Яузской части. В 1950-е годы возникла версия, что поджигали город русские солдаты, чтобы задержать и сбить с нужного направления пытавшихся их преследовать французов.

### Оккупация города
Дорога, по которой мы шли, была так пустынна, что мы не только ни одного москвича, но даже и французского солдата не встретили. В этой торжественной тишине и полном одиночестве не слышно было ни звука, ни возгласа; руководил нами один страх, увеличившийся еще более при виде густого дыма, высоким столбом поднимавшегося в центре города.
— Французский капитан Эжен Лабом
В обширном военном госпитале мы нашли очень немного больных, которых и перевели в другой, меньший, устроенный при институте для сирот военных. <...> Русские, покидая Москву, увезли всех детей обоего пола старше 7 лет, так что осталось всего небольшое число детей меньшего возраста. Их поместили в особом отделении, а больницу приготовили для французских больных, которых нельзя было перевезти. Выбрали это убежище в надежде, что казаки скорее его пощадят, если бы армии пришлось внезапно покинуть Москву.
— Начальник медицинской службы армии Наполеона Доминик-Жан Ларрей
Вступив в Москву, я разослал своих лейтенантов с несколькими солдатами по соседним улицам, чтобы раздобыть провизии. Они нашли все двери запертыми и забаррикадированными. Пришлось их взломать. В одну минуту все было разграблено! То же самое происходило и в других частях города.
— Капитан Антуан Огюстэн Флавьен Пьон де Лош
Утром 3 (15) сентября Наполеон под звуки «Марсельезы» занял Кремль. Историки утверждают, что со смотровой площадки на Боровицком холме он мог наблюдать горящий Китай-город. В тот же день огонь был замечен на Покровке и в Немецкой слободе. Очевидцы сообщали, что казаки устроили поджог Москворецкого моста. Ночью поднялся сильный ветер, в результате чего огонь распространился по всему городу. Пожар длился около недели. В этот период французские солдаты подожгли Новый артиллерийский двор.
4 (16) сентября Наполеон, вынужденный спасаться из Кремля, покинул его пешком, направляясь к Арбату, заблудился там и, еле уйдя от пожара, выбрался к селу Хорошёву. Переправившись через Москву-реку по плавучему мосту, мимо Ваганьковского кладбища, он дошёл к вечеру до Петровского дворца. Свита Наполеона проехала по горящему Арбату до Москвы-реки, далее двигаясь относительно безопасным маршрутом вдоль её берега. В Петровском дворце, расположенном за городом, французский император находился три дня. Очевидец вспоминал: «На четвёртый день мы вернулись в город и увидели там только развалины и пепел».
Ужасный спектакль — море огня, океан пламени. Это был самый великий, самый величественный и самый ужасный спектакль, который я видел за свою жизнь.Наполеон
Пожар стих утром 6 (18) сентября, унеся три четверти города. Вернувшись в Кремль, Наполеон распорядился найти поджигателей. Французский сержант Анриен Бургонь вспоминал, что из числа поджигателей «по крайней мере две трети были каторжники… остальные были мещане среднего класса и русские полицейские, которых было легко узнать по их мундирам». Первые расстрелы виновных начались после дознаний 12 (24) сентября, всего было казнено около 400 человек из низших сословий.
Оккупация Москвы французами длилась 34 дня. 6 (18) октября Наполеон отдал распоряжение французским войскам покинуть разграбленный город. При отходе Великая армия заминировала Грановитую палату, Арсенал, колокольню Ивана Великого, а также стены и башни Кремля. Взрывы начались после того, когда последний французский отряд во главе с маршалом Эдуаром Мортье покинул древнюю столицу в ночь со 8 (20) на 9 (21) октября.

## Последствия огня
10 (22) октября в город вошёл русский кавалерийский авангард под командованием генерала Александра Бенкендорфа, который не дал новым возгораниям распространиться. Впоследствии генерал вспоминал:
10 (22) октября 1812 года мы вступили в древнюю столицу, которая ещё вся дымилась. Едва могли мы проложить себе дорогу через трупы людей и животных. Развалины и пепел загромождали все улицы. Одни только разграбленные и совершенно почерневшие от дыму церкви служили печальными путеводными точками среди этого необъятного опустошения. Заблудившиеся французы бродили по Москве и делались жертвами толпы крестьян, которые со всех сторон стекались в несчастный город.

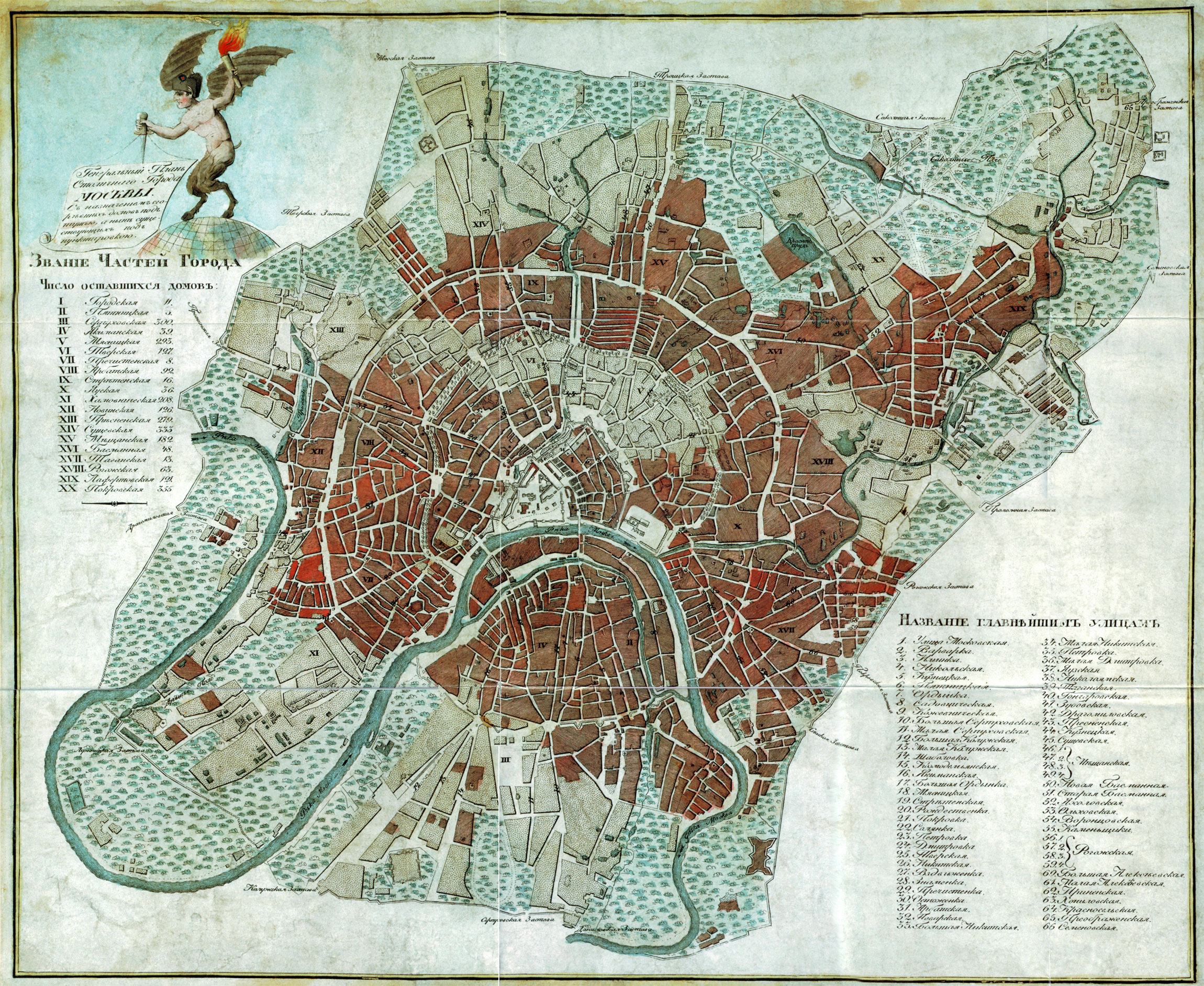
Карта разорённой Москвы из книги Александра Булгакова «Русские и Наполеон Бонапарте», 1813 год

Отсутствие полицейского надзора за оставленным в городе имуществом привлекло крестьян и бедные слои населения, они двинулись к Кремлю с подводами, чтобы вывезти награбленное. В мемуарах Бенкендорфа эти события описываются следующим образом: «Моей первой заботой было поспешить в Кремль, в метрополию империи. Огромная толпа старалась туда проникнуть. Потребовались неоднократные усилия гвардейского казачьего полка, чтобы заставить её отойти назад и защитить доступы, образовавшиеся кругом Кремля от обрушения стен».
В пожаре сгорели две трети городских построек, в том числе здание Московского университета, богатая библиотека Дмитрия Бутурлина (см. Книжные утраты Москвы в пожаре 1812 года), Арбатский театр, Воспитательный дом, расположенный рядом с одним из центров пожара, тушили солдаты во главе с генералом Иваном Тутолминым. Всё же в городе сохранилось несколько исторических сооружений, например, самое древнее гражданское строение за пределами Кремля — Английский двор XV века, самое старое «многоэтажное здание» города — сушило Симонова монастыря, городской дом градоначальника также остался цел. По оценке И. И. Катаева, пожар уничтожил:
- 6496 из 9151 жилого дома, а всего 6584 деревянных и 2567 каменных домов;
- 8251 лавку/склад и подобное строение;
- 122 из 329 храмов (без учёта разграбленных)[29].

При возгорании были также утрачены некоторые ценные документы и культурные памятники (см. Книжные утраты Москвы в пожаре 1812 года), например, список «Слова о полку Игореве» из коллекции графа Алексея Мусина-Пушкина и Троицкая летопись. Общий ущерб, нанесённый городу и его жителям, оценивается историками в 320 миллионов рублей.
В апреле 1813 года в составе анонимного сочинения «Русские и Наполеон Бонапарте…», предполагаемым автором которого считается Александр Булгаков, был опубликован план разорённой Москвы. Карта, как и другие источники того периода, преувеличивала масштаб потерь. Так, Большая Никитская улица отмечена как полностью уничтоженная, однако в реальности на ней сохранились ряд усадеб и французский театр. В Москве осталось достаточно строений, в которых на протяжении оккупации квартировала французская армия.

## Восстановление города

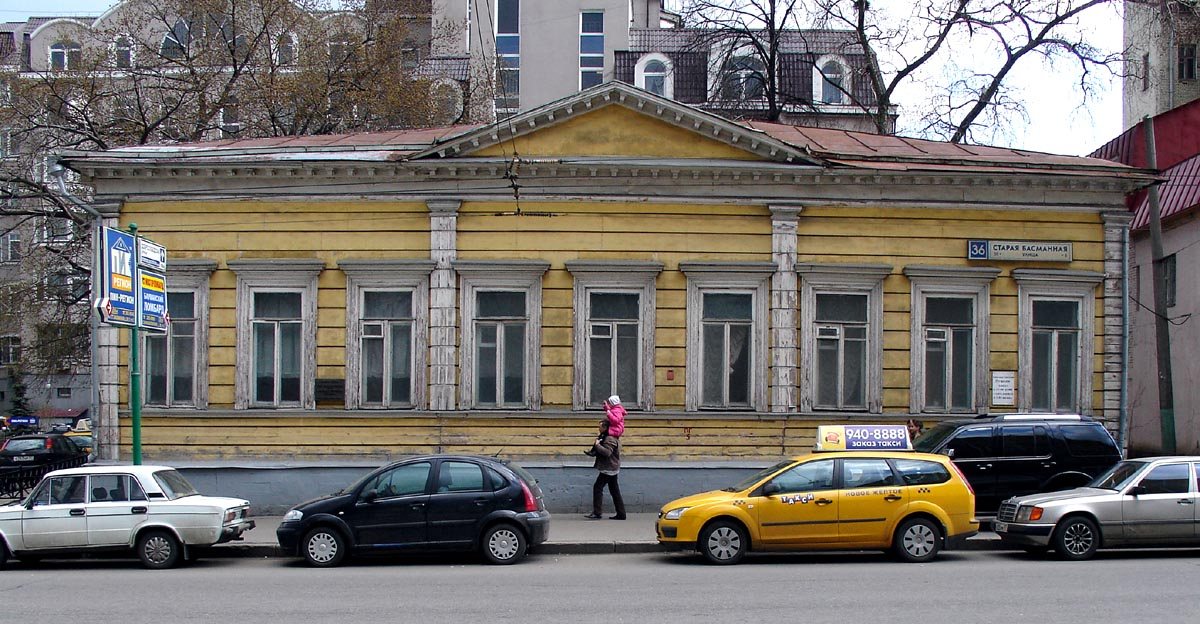
Дом Василия Пушкина (Старая Басманная, 36), один из немногих сохранившихся деревянных ампирных домов 1810—1820-х годов

После полученных разрушений город восстанавливался более двадцати лет. В феврале 1813 года Александр I учредил Комиссию для строения в Москве, упразднённую лишь спустя тридцать лет. Во главе Комиссии был поставлен Фёдор Ростопчин, за архитектурное отделение отвечал Осип Бове, за инженерное — Егор Челиев. Помимо них, в восстановлении города приняли участие архитекторы Доменико Жилярди, Афанасий Григорьев и другие. Первый «Прожектированный план для урегулирования некоторых частей столичного города Москвы» архитектора Вильяма Гесте был передан из Санкт-Петербурга в 1813 году, его отклонили, поскольку он не имел чёткого центра и плохо соединялся с главными улицами города. Второй, коллективно составленный план был утверждён только в 1817 году. Бове отвечал за гармоничность облика послепожарной Москвы, в его ведении стояла «фасадническая» часть восстановительных работ. Задолго до введения в городе должности главного архитектора Бове был человеком, чьё положение фактически ему соответствовало. В 1813—1814 годах под его руководством была проведена реконструкция Красной площади, а также разрушенных кремлёвских башен и стен, у которых в 1821—1822 годах разбили Александровский сад в память о победе над Наполеоном. Согласно новому плану, Кремль должен был быть окружён кольцом площадей, одной из основных являлась Болотная.
Пожар разорил многих домовладельцев, в послепожарные годы произошёл массовый передел московских земель. Так, все участки на Маросейке перешли к купцам. Для помощи пострадавшим возникла Комиссия для решений прошений обывателей московской столицы и губернии, потерпевших разорение от неприятельского нашествия. Москвичи подали после пожара более 18 000 прошений о вспомоществовании (все они хранятся в Центральном историческом архиве Москвы).
К 1816 году основной жилищный фонд Москвы был практически полностью восстановлен. В период реконструкции сформировался особый московский классицизм. Специалисты отмечают особую пластичность архитектурных форм построенных особняков. Многие улицы были расширены, в том числе Садовое кольцо. Из-за отсутствия денег и стройматериалов деревянные дома по-прежнему возводились. Такие здания с ампирным декором сохранились на Старой Басманной (дом Василия Пушкина), Малой Молчановке (музей Михаила Лермонтова) и в Денежном переулке. Московский пожар нашёл отражение во многих литературных произведениях: от «Дон Жуана» Байрона до «Войны и мира» Льва Толстого. Александр Грибоедов в комедии «Горе от ума» писал, что «пожар способствовал ей много к украшенью».

## Причины возгорания

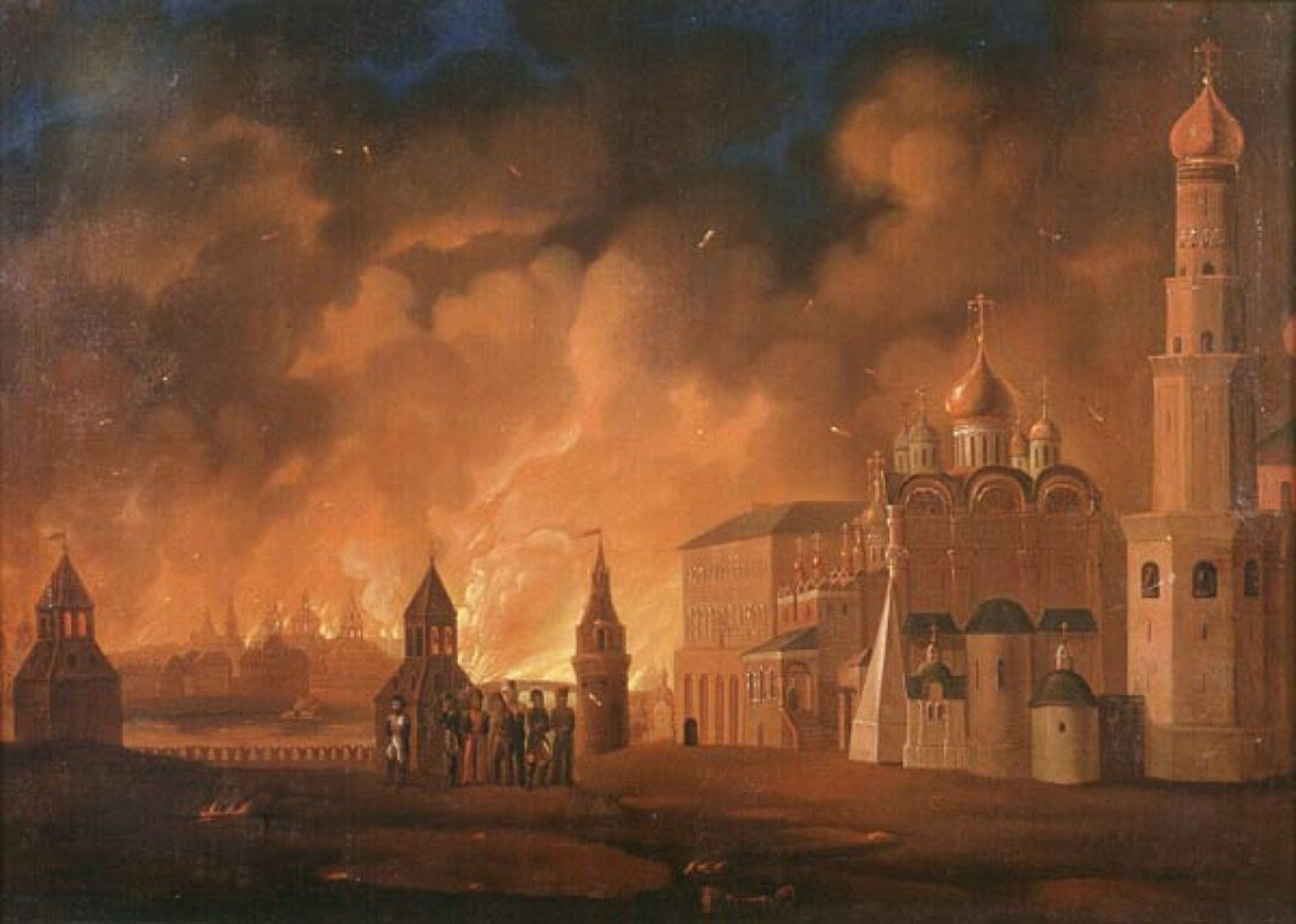
Картина Алексея Смирнова «Пожар Москвы», 1810-е годы. Музей-панорама «Бородинская битва»

Существует несколько версий происхождения пожара, основными из которых являются организованный поджог при оставлении города, мародёрство русских лазутчиков и неконтролируемые действия оккупантов. Среди причин также называют случайные возгорания, распространению которых способствовал общий хаос в оставленном городе. Очагов у пожара было несколько, поэтому справедливыми могут быть несколько версий. Историк Михаил Горностаев считает, что для понимания причин распространения пожара наиболее продуктивен комплексный подход. Исследователь отмечает:
Факты свидетельствуют, и это нельзя отрицать, что горожане поджигали Москву самостоятельно, без всяких распоряжений, по причинам разного рода, в том числе и корыстным. Отсутствие должного порядка в рядах французской армии, грабёж, несоблюдение правил пожарной безопасности также позволяют сделать вывод о частичной виновности неприятельской армии. Однако главной причиной гибели от огня Москвы следует назвать распоряжения её генерал-губернатора.Михаил Горностаев
Известно, что мысли о поджоге Москвы присутствовали у московского градоначальника Фёдора Ростопчина до сентября 1812 года. За несколько недель до сдачи города в письмах генералу Петру Багратиону и петербургскому военному губернатору Александру Балашову он хотел сжечь его при вступлении неприятеля.
Народ здешний по верности к Государю и любви к Отечеству решительно умрёт у стен Московских и если Бог ему не поможет в его благом предприятии, то, следуя русскому правилу не доставайся злодею, обратит град в пепел и Наполеон получит вместо добычи место, где была столица. О сём не худо и ему [Наполеону] дать знать, чтобы он не считал на миллионы и магазейны хлеба, ибо он найдёт уголь и золу.Письмо Багратиону, 12 августа 1812 года
При оставлении города из него вывезли все снаряды и пожарные части, в то время как оружие было оставлено неприятелю. Ростопчин также способствовал распространению беспорядков в городе, выпустив из московских тюрем тысячу колодников, которые начали грабить оставленные жителями дома. По приказу градоначальника подожгли его подмосковную усадьбу Вороново. Впоследствии Ростопчин отрицал инициативу по поджогу оставленного города. Одной из причин этого могли стать требования погорельцев возместить им понесённые убытки. «Мне кажется, что я слышу московскую барыню, которая стонет, плачет и просит, чтобы возвратили ей её вещи, пропавшие во время разгрома Москвы в 1812 году», — иронизировал впоследствии московский градоначальник. После выхода в отставку Ростопчин переехал жить в Париж.
Специалисты высказывали мнение о том, что французы планировали перезимовать в Москве и им было невыгодно поджигать город. Вероятно, оккупанты самостоятельно потушили дворец Баташева и Воспитательный дом. Французские мемуаристы и другие свидетели сообщали, что за поджогом домов были замечены полицейские. Сохранилось донесение полицейского пристава П. Вороненко, где он отчитывается перед московской управой благочиния, что он 2 сентября «в разных местах по мере возможности до 10 часов вечера» исполнял приказ «стараться истреблять всё огнём» . Николай Троицкий отмечал, что без сожжения Москвы тарутинский манёвр Кутузова был бы лишён смысла. Известно, что московские жители являлись в стан Кутузова и докладывали, что перед отъездом из города сожгли свои дома, ожидая за это поощрения.
Учёные-историки до сих пор спорят, кто был главным виновником возгораний — армия Наполеона или инициативы московского градоначальника. Наряду с действиями полицейских и мародёрством со стороны солдат Великой армии и выпущенных из тюрем уголовных элементов, важнейшую роль сыграл, совпавший с началом поджогов, ураган, который никто не мог предвидеть. Российская власть полностью возлагала ответственность за поджоги и мародёрства на захватчиков, что помогало развивать антифранцузскую пропаганду и усиливать патриотические чувства в народе. Императорский рескрипт от 11 ноября 1812 года представлял трагические события в Москве божьим промыслом, спасительным для России и Европы. В то же время в переговорах с неприятелем после череды их поражений и потерь русская сторона намекала на то, что эти пожары — подвиг, совершённый отчаявшимся населением города. Сам Кутузов говорил генералу Жаку Лористону: «Я хорошо знаю, что это сделали русские; проникнутые любовью к родине и готовые ради неё на самопожертвование, они гибли в горящем городе». Мирное взятие Парижа в 1814 году увеличило престиж Александра I на международной арене. Историк генерал-лейтенант Михайловский-Данилевский указывал в своей работе «Описание похода во Францию 1814 г.», что поводом к капитуляции Парижа стало взятие холма Монмартра, с которого артиллерия союзников могла обстреливать центр города и подвергнуть его пожару, подобному московскому. Таким образом, серия московских пожаров, длившихся практически неделю, представляет собой сложное явление, а их причины полностью не известны.